# Під прицілом
Під прицілом (англ. Silent Trigger) — канадсько-британський бойовик 1996 року.

## Сюжет
Колишній спецназівець Ваксман працює снайпером на секретну урядову організацію, знищуючи неугодних їй людей. Він прибуває в недобудований хмарочос звідки повинен зробити постріл. Там він зустрічається зі своєю напарницею. Минулого разу, на одному з таких завдань Ваксман, якому залишалося тільки натиснути на гачок, відмовився стріляти і провалив завдання. Тепер у нього нове завдання, і якщо Ваксман його не виконає, його чекає смерть.

## У ролях
| Актор                 | Роль              |
| --------------------- | ----------------- |
| Дольф Лундгрен        | Ваксман           |
| Джина Беллман         | Клегг             |
| Конрад Данн           | Клейн             |
| Крістофер Хейєрдал    | О'Хара            |
| Емма Стівенс          | жінка             |
| Александрія Габер     | селянська дівчина |
| Рейнольд Робінсон     | біженець          |
| Дейл Хейес            | біженець          |
| Ерін Сімс             | біженець          |
| Джонатан Роберт Рондо | біженець          |
| Карл Алаккі           | солдат            |
| Джонатан Ларокк'ю     | солдат            |
| Андреас Апергіс       | солдат            |
| Тім Пост              | солдат            |
| Джейсон Кавалье       | солдат            |
| Луїс Фаранда          | пілот             |
| Ларрі Дей             | пілот             |